# Karađorđe

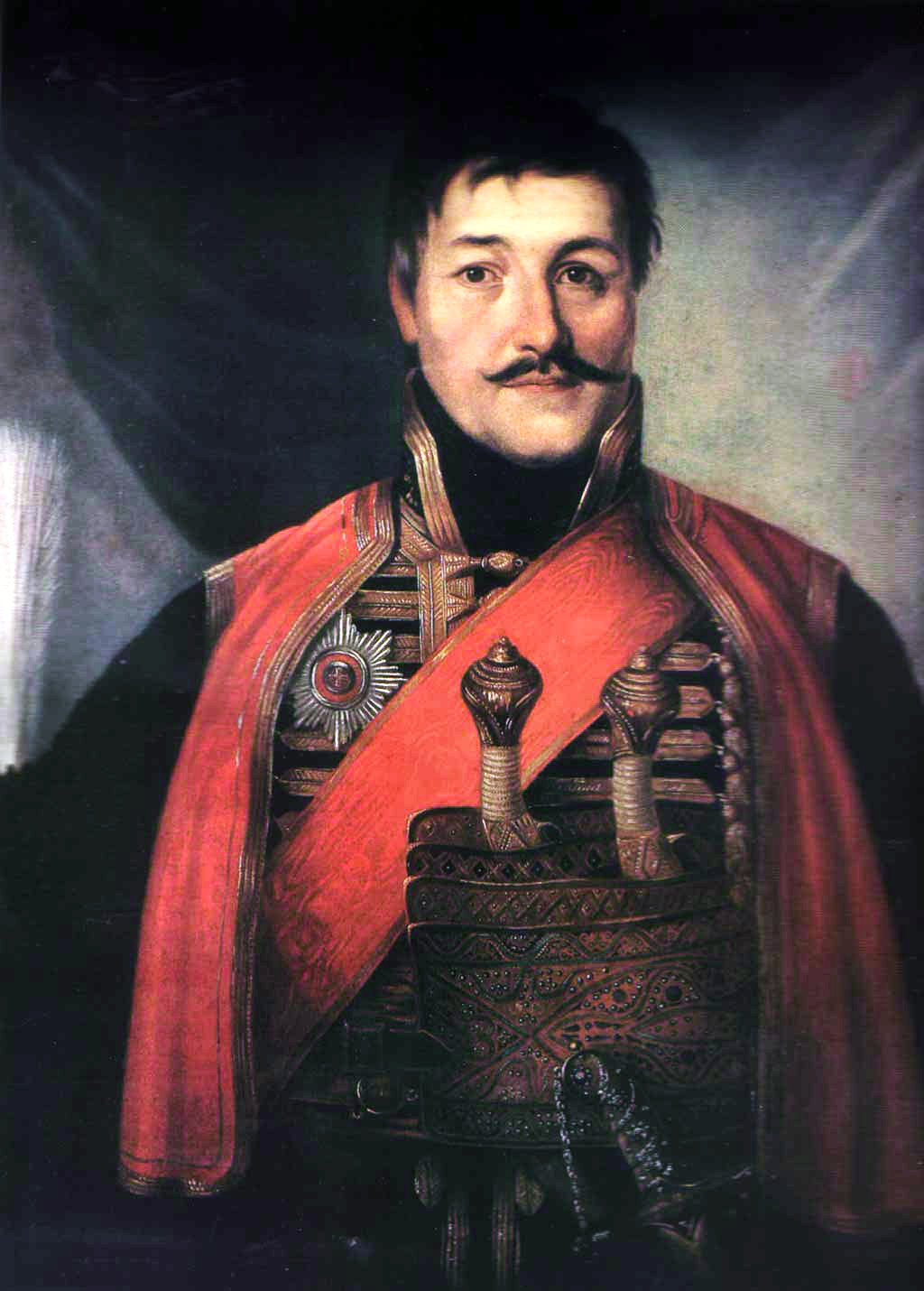
Đorđe Petrović – Karađorđe (Wladimir Borowikowski, 1816)

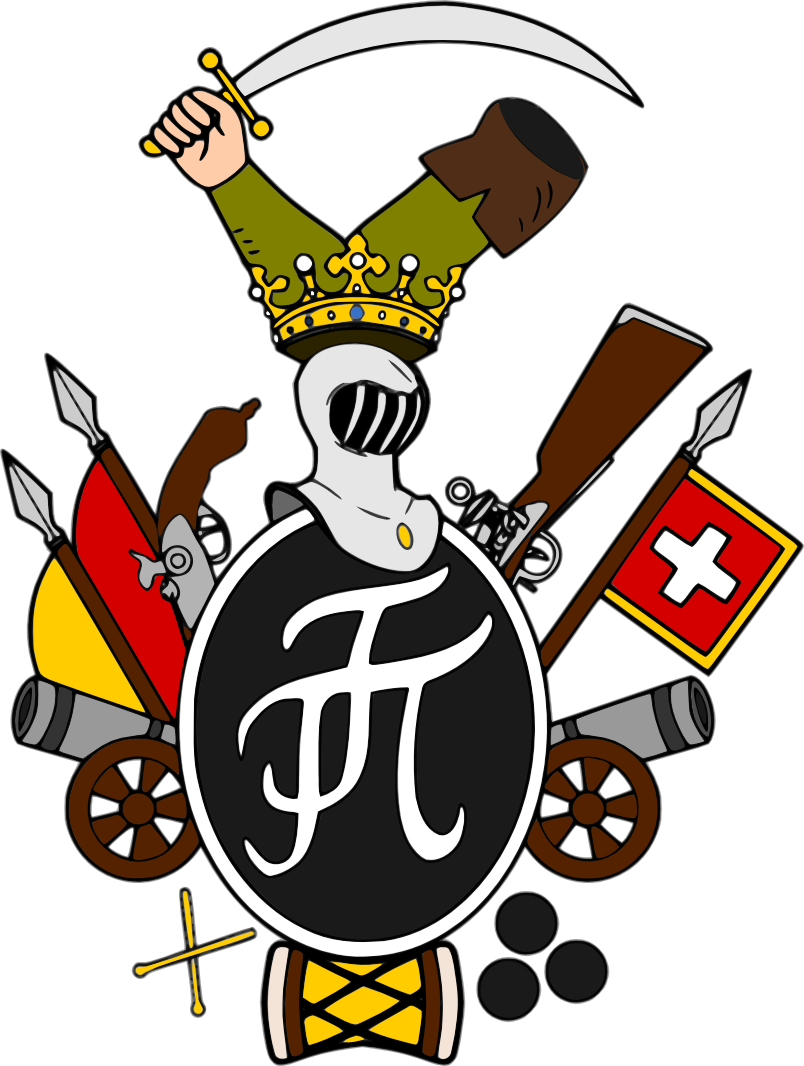
Wappen des Đorđe Petrović – Karađorđe

Karađorđe (serbisch-kyrillisch Карађорђе, transkribiert Karadjordje, „Schwarzer Georg“; * um 1762 in Viševac bei Kragujevac, Rača; † 26. Juli 1817 in Radovanje, Velika Plana), eigentlich Đorđe Petrović (Ђорђе Петровић, deutsch veraltet Georg Petrowitsch Czerny), war der gewählte Anführer des Ersten Serbischen Aufstandes gegen das Osmanische Reich von 1804 bis 1813 und Begründer der Dynastie der Karađorđević.

## Leben
Die Vorfahren der Petrović stammen aus dem heutigen Montenegro. Đorđe Petrović wurde wahrscheinlich um 1762 in Viševac in der Šumadija geboren. 1785 heiratete er Jelena Jovanović, mit der er ein Jahr später nach Syrmien in die heutige Vojvodina floh. Dort trat er als Freiwilliger in das damals berühmte Freikorps Mihaljević ein, das im Russisch-Österreichischen Türkenkrieg von 1787 bis 1792 für das Haus Habsburg kämpfte, und sammelte erste militärische Erfahrungen. Đorđe Petrović war Ritter erster Klasse des St. Annenordens.

### Aufstieg zum Heidukenführer
Nach dem Frieden von Sistowa kehrte er nach Zentralserbien zurück und schloss sich den Heiduken von Laza Dobrić und Stanoje Glavaš an. Bald wurde Petrović selbst Heidukenanführer, so genannter Harambaša, und sammelte etwa 100 Mann um sich. Hacı Mustafa Pascha, der zum Wesir des Paschaliks Belgrad bestellt wurde, nahm eine tolerante Haltung gegenüber den Serben ein und amnestierte mehrere Heidukengruppen, darunter auch die des Karađorđe, und verteilte unter ihnen Waffen. Anschließend kämpften Petrović und seine Männer für Hacı Mustafa Pascha gegen den eigenmächtigen Osman Pazvantoğlu, den die in Zentralserbien stationierten Janitscharen unterstützten. In diesen Kämpfen von 1796 bis 1798 zeichnete sich Petrović besonders aus. Damals bekam er wahrscheinlich auch den Beinamen Karađorđe. Obwohl Pazvantoğlu besiegt wurde, fiel der Pascha von Belgrad, Hacı Mustafa Pascha, 1802 einem Mordanschlag der Janitscharen zum Opfer. Die Janitscharen errichteten daraufhin eine eigenmächtige Terrorherrschaft in Zentralserbien, die so genannte Herrschaft der Dahije. Dies bewog die Serben 1803 zu einem Aufstand.

### Erster Serbischer Aufstand
Als die meisten serbischen Anführer und Ältesten um den Knezen von Valjevo Aleksa Nenadović verraten und von den Janitscharen gefasst und ermordet wurden, versammelten sich die Serben am 14. Februar 1804 (2. Februar nach julianischem Kalender) in der waldreichen Gegend von Orašac und riefen den Ersten Serbischen Aufstand aus. Karađorđe wurde zum Anführer gewählt. Den Aufständischen gelangen in den nächsten Jahren mehrere Siege: Karađorđe führte die serbische Widerstandsarmee in der Nähe von Šabac beim Dorf Mišar zu einem der ersten Siege gegen die Osmanische Armee, darauf eroberte er Belgrad und setzte der Janitscharenherrschaft ein Ende.
Nach ihrem Sieg bekamen die Aufständischen vom Sultan aus Konstantinopel die Order, ihre Waffen niederzulegen und sich dem neuen Pascha von Belgrad zu unterwerfen. Sie lehnten dies aber ab und kämpften fortan direkt gegen das Osmanische Reich. Obwohl die osmanischen Heeresabteilungen, die den Aufstand niederwerfen sollten, teilweise eine bis zu zehnfache Übermacht hatten, gelang es ihnen nicht, die Aufständischen zu besiegen. Vielmehr brachten die Aufständischen ein Gebiet von Belgrad im Norden bis nach Kosovska Mitrovica im Süden unter ihre Kontrolle. Unterstützt wurden sie dabei von Russland.
1807 errichteten die Aufständischen eine eigene Regierung. Ihre höchste Instanz war der große serbische Volksrat, der Sovjet praviteljstvujušči serbski, mit Karađorđe als Präsidenten. 1808 bekam er den Ehrentitel Vožd verliehen, was Anführer bzw. Heerführer (ähnlich wie Wojwode) bedeutet.

### Zweiter Serbischer Aufstand
1812 begann der Krieg Napoleons gegen Russland, und diese Gelegenheit nutzten die Osmanen für eine neue Großoffensive gegen die aufständischen Serben. Bis 1813 eroberten die Osmanen Serbien zurück, Karađorđe floh im Oktober 1813 nach Österreich, was das Ende des Ersten Serbischen Aufstandes bedeutete. Einer der Unterführer, Miloš Obrenović, ergab sich zunächst den Osmanen, fiel dann aber wieder ab, und organisierte 1815 den Zweiten Serbischen Aufstand.

### Tod

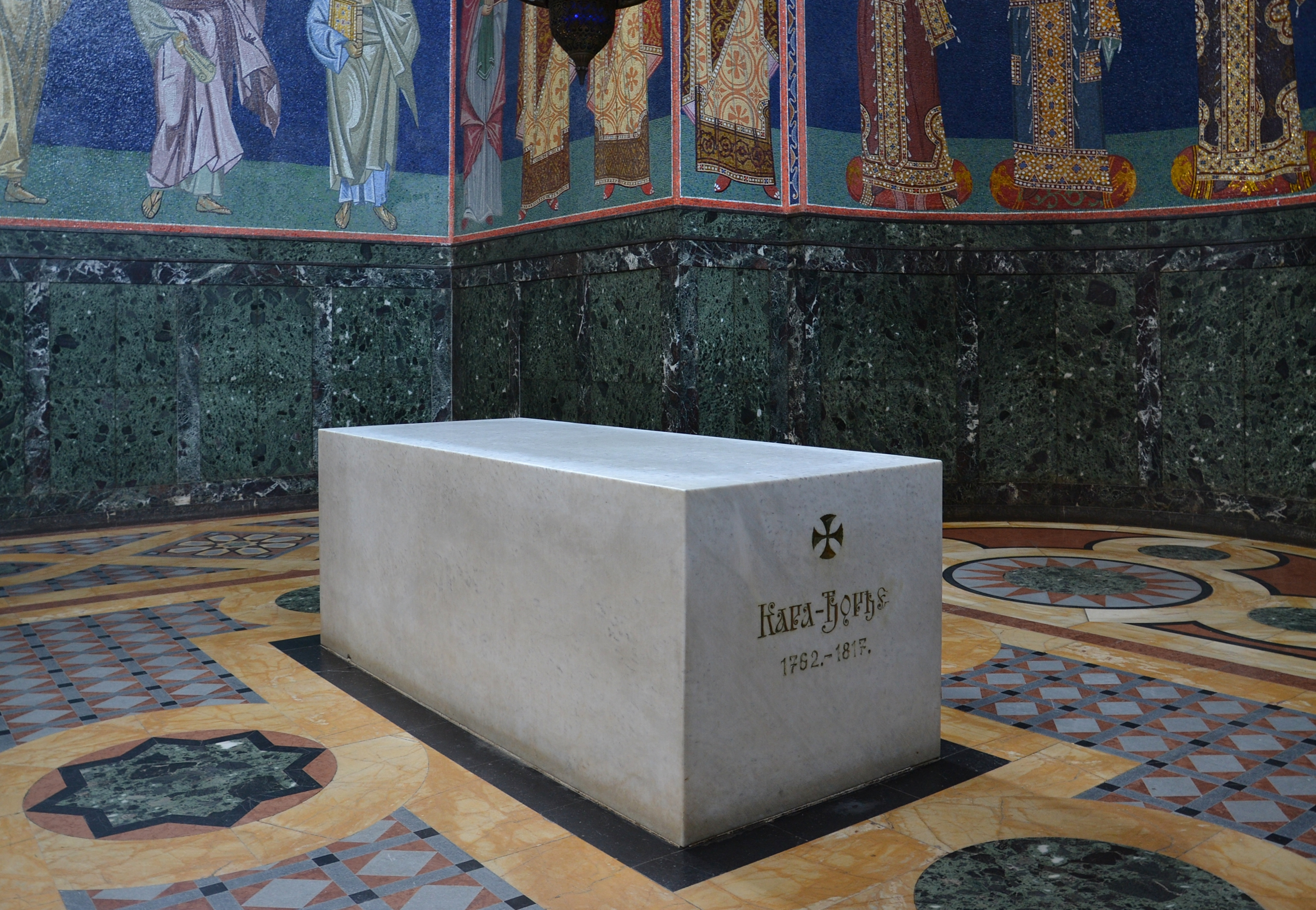
Grab von Karađorđe in der St. Georgs-Kirche auf dem Oplenac

1817 bekamen die Serben im nördlichen Zentralserbien die Autonomie zuerkannt, was zur Gründung des Fürstentums Serbien führte und 1878 zur Unabhängigkeit des Landes. Karađorđe, der inzwischen nach Moldau emigriert war, knüpfte Kontakte zu Griechen, die ebenfalls einen Aufstand vorbereiteten (siehe Griechische Revolution). Karađorđe kehrte 1817 nach Serbien zurück, um erneut die Führung zu übernehmen und einen neuen Aufstand vorzubereiten. Um seine Loyalität gegenüber dem osmanischen Sultan zu signalisieren und das Erreichte nicht zu riskieren, ließ Miloš Obrenović Karađorđe in der Nacht vom 13. Julijul. / 25. Juli 1817greg. auf den 14. Julijul. / 26. Juli 1817greg. töten. Den abgeschlagenen Kopf schickte er der Pforte in Konstantinopel als Beweis für dessen Tod.

## Wissenswertes
- In Serbien gibt es eine Mineralwassermarke, die seinen Namen trägt: Mineralna Voda Karađorđeva.
- Es gibt ein Karađorđe-Schnitzel: Karađorđeva šnicla
- Das Stadion in Novi Sad heißt seit 2007, wie bis 1994, wieder Stadion Karađorđe.
- Das Stadion in Zrenjanin heißt Stadion Karađorđev park